# جولستان حنر
جولستان حنر هو كتاب من تأليف أحمد منشي قمي. وهو من المصادر القليلة التي تُقدم معلومات قيِّمة عن الخطاطين والرسامين وتاريخ فن صناعة الكتب في بلاد فارس في أواخر العصر التيموري إلى منتصف العصر الصفوي، ويحتوي على معلومات مباشرة عن بعض الفنانين والرعاة الذين كان المؤلف وأفراد عائلته على اتصال بهم. أُلف الكتاب في عام 1598 في العصر الصفوي. وفي عام 1607، صدرت طبعة أخرى من هذا الكتاب مع بعض الحذف والإضافات في الطبعة السابقة. يقدم كتاب جولستان حنر فنانين عرفهم المؤلف شخصيًا أو عرفهم من خلال أشخاص آخرين موثوق بهم. ولذلك يعد الكتاب أحد المصادر الرئيسة للدراسة والبحث حول الفن والفنانين في العصر الصفوي. استخدم المؤلف قصائد الشعراء المشهورين في جميع أجزاء الكتاب.
تتكون جولستان حنر من خمسة أجزاء:
- الجزء الأول: نبذة عن خط الثلث وأصله وكذلك سيرة 58 من أساتذة الثلث.
- الجزء الثاني: نبذة عن خط التعليق وسير 38 من أساتذة هذا الخط.
- الجزء الثالث: نبذة عن خطاطي النستعليق وسيرة 67 من أساتذة النستعليق.
- الجزء الرابع: سيرة 41 من أساتذة الرسم.
- الجزء الأخير: حول الطاولة والمخطوطة المضيئة والألوان وصناعة الحبر ولوازم المكتبة الأخرى وغسل اللازورد.